# Raccoon Township (Pennsylvanie)
Pour les articles homonymes, voir Raccoon Township.
Raccoon Township est un township, situé dans le comté de Beaver, en Pennsylvanie, aux États-Unis,. En 2010, il comptait une population de 3 064 habitants.

## Démographie
Lors du recensement de 2010, le township comptait une population de 3 064 habitants. Elle est estimée, en 2016, à 2 981 habitants.

### Source de la traduction
- (en) Cet article est partiellement ou en totalité issu de l’article de Wikipédia en anglais intitulé « Raccoon Township, Beaver County, Pennsylvania » (voir la liste des auteurs).